# Wołkowyja (gmina)
Wołkowyja – dawna gmina wiejska istniejąca w latach 1934–1954 i 1973–1977 w woj. lwowskim, rzeszowskim i krośnieńskim (dzisiejsze woj. podkarpackie). Za II RP siedzibą gminy była Wołkowyja, a po wojnie Lesko (odrębna gmina miejska, a także siedziba gmin Lesko, Hoczew i Wola Michowa).

## Historia

### 1934–1939
Gminę zbiorową Wołkowyja utworzono 1 sierpnia 1934 roku w województwie lwowskim, w powiecie leskim, z dotychczasowych jednostkowych gmin wiejskich: Bereźnica Wyżna, Bukowiec, Górzanka, Horodek, Myczków, Polanki, Polańczyk, Radziejowa, Rajskie, Rybne, Solina (dawna lokacja), Terka, Tyskowa, Wola Górzańska, Wola Matjaszowa, Wołkowyja i Zawóz. Gminy te przekształcono 17 września 1934 w osiem gromad (sołectw) gminy Wołkowyja.

### 1939–1944
Po wybuchu II wojny światowej i agresji ZSRR na Polskę granica niemiecko-sowiecka przedzieliła gminę wzdłuż Sanu. Zasadnicza część gminy Wołkowyja została zajęta przez Niemców, wchodząc w skład Landkreis Sanok dystryktu krakowskiego Generalnego Gubernatorstwa. Jedynie prawobrzeżne części gromad Solina (około ćwierć powierzchni, lecz z siedzibą Soliną) i Rajskie (około jedna trzecia powierzchni, bez siedziby) – zostały włączone do ZSRR i utworzonego tam rejonu ustrzyckiego. Do gminy Wołkowyja włączono natomiast z gminy Łobozew jej lewobrzeżne części: całą gromadę Zabrodzie oraz fragmenty gromad Bóbrka i Teleśnica Sanna, a także lewobrzeżny fragment gminy Polana – część gromady Chrewt. Fragmenty Teleśnicy Sannej i Chrewtu zintegrowano z gromadą Horodek w gminie Wołkowyja, natomiast pozbawiony siedziby obszar gromady Solina zintegrowano z gromadą Zabrodzie tamże.
Wraz z wybuchem wojny niemiecko-radzieckiej 22 czerwca 1941, na mocy dekretu Adolfa Hitlera z 1 sierpnia 1941, północne połacie przedwojennej gminy Wołkowyja z m.in. Soliną weszły w skład Generalnego Gubernatorstwa, gdzie zostały połączone 15 listopada 1941 z gminą Wołkowyja w dystrykcie krakowskim w Landkreis Sanok. Po zmianie tej, gmina Wołkowyja została zrekonfigurowana w jej oryginalnych granicach sprzed 1939. Liczba mieszkańców gminy w 1943 roku wynosiła 8909: 567 w Bereźnicy Wyżnej, 682 w Bukowcu, 454 w Górzance, 724 w Horodku, 575 w Myczkowie, 419 w Polankach, 415 w Polańczyku, 261 w Radziejowej, 1106 w Rajskiem, 333 w Rybnem, 653 w Solinie, 606 w Terce, 259 w Tyskowej, 271 w Woli Górzańskiej, 340 w Woli Matiaszowej, 631 w Wołkowyi i 613 w Zawozie.
Latem 1944, po zajęciu terenów na wschód od Sanu przez Armię Czerwoną, podział obszaru zniesionej gminy Wołkowyja na Sanie zamanifestował się identycznie co w latach 1940–41. Solina ponownie znalazła się w ZSRR, gdzie utworzyła radę wiejską Solina (Солинянська сільська рада) w reaktywowanym rejonie ustrzyckim. Pozostały obszar gminy Wołkowyja wraz z gromadą Zabrodzie powrócił do Polski i powiatu leskiego.

### 1944–1954
W marcu 1945 wyznaczono ostatecznie granicę państwową z ZSRR, w wyniku czego do Polski i powiatu leskiego przeszedł rejon Olszanicy. Do reaktywowanej na tym obszarze gminy Olszanica włączono także gromadę Zabrodzie, która przejściowo znajdowała się w gminie Wołkowyja.
18 sierpnia 1945 gmina Wołkowyja weszła w skład nowego województwa rzeszowskiego.
Skład gminy Wołkowyja z początku 1948 roku wymienia przedwojenny skład gromad (jednak bez znajdującej się w ZSRR Soliny), lecz zamiast gromady Terka wymienia gromadę Łęg (trudno ustalić o jaką miejscowość chodzi).
W maju 1948 małą część rejonu ustrzyckieo z Soliną przekazano Polsce w ramach korekty granic z ZSRR. Wykaz gromad z 2 listopada 1948 wymienia już ponownie gromadę Solina jako jedną z 17 gromad gminy Wołkowyja, a więc w stanie przedwojennym. Ten sam skład powtórzono w spisie z 1 lipca 1952.
Gmina została zniesiona 29 września 1954 roku wraz z reformą wprowadzającą gromady w miejsce gmin.
W związku z budową zapory w Solinie (1961–1968), podczas napełniania zbiornika, zatopione zostały wsie Solina (jej historyczna lokacja, 49°23'09.8"N 22°27'04.9"E), Teleśnica Sanna, Horodek, Sokole, Chrewt i duża część Wołkowyi.

### 1973–1977
Gminę Wołkowyja reaktywowano w dniu 1 stycznia 1973 roku w woj. rzeszowskim (powiat bieszczadzki), obejmując:
- 11 sołectw: Berezka, Bereźnica Wyżna, Bukowiec, Górzanka, Myczków, Polańczyk, Terka, Werlas, Wola Matiaszowa, Wołkowyja (Wołkowyja i Rybne) i Zawóz,
- 8 obrębów ewidencyjnych: Horodek, Polanki, Radziejowa, Rajskie, Sakowczyk, Studenne, Tyskowa i Wola Górzańska.

Prawie wszystkie te obszary należały historycznie do gminy Wołkowyja. Jedynie Berezka należała dawniej do gminy Hoczew. Nowa gmina Wołkowyja nie objęła natomiast Soliny, która weszła w skład gminy Olszanica.
1 czerwca 1975 roku gmina znalazła się w nowo utworzonym woj. krośnieńskim.
2 lipca 1976 roku część obszaru gminy Wołkowyja (obszar geodyzjny góry Jawor) przyłączono do gminy Olszanica.
1 lutego 1977 roku gmina została zniesiona, a z jej obszaru (i części gmin Olszanica i Ustrzyki Dolne) utworzono nową gminę Solina.